# Arthur Lee (Bildhauer)

Pony Express Mail Carrier, 1850–1858. Ariel Rios Federal Building, Washington, D.C

Arthur Lee (* 4. Mai 1881 in Trondheim, Norwegen; † 1961 in Newtown, Connecticut) war ein US-amerikanischer Bildhauer norwegischer Herkunft.

## Leben
Arthur Lee wurde 1881 in der norwegischen Hafenstadt Trondheim geboren. Noch als Kind wanderte er mit seinen Eltern 1888 in die USA aus, wo sie sich in Saint Paul, Minnesota niederließen. Mit 21 Jahren begann er bei Kenyon Cox an der Art Students League of New York in New York Bildhauerei zu studieren und besuchte anschließend fünf Jahre lang die École des Beaux-Arts in Paris.
Auf der Armory Show 1913 stellte er vier Aktfiguren aus und gewann später die Widener Gold Medal für seine Skulptur Volupté. 1915 erhielt er auf der Panama-Pacific Exposition eine Goldmedaille für seinen Äthiopier, einen männlichen Akt. Als Arthur Lee einmal an einem großen Auftrag für einen zahlungsunwilligen Kunden arbeitete, stand er kurz vor der Zwangsräumung seiner Wohnung. Das Metropolitan Museum of Art entschied sich jedoch in letzter Minute, die Skulptur zu kaufen, und bewahrte Lee so vor der Obdachlosigkeit. Die Presse fand Gefallen an der Geschichte und produzierte einen Kurzfilm, der den Künstler mit all seinen Habseligkeiten auf der Straße zeigt, während er noch an der Skulptur arbeitet und ihm die Räumungspapiere ausgehändigt werden, als ein Bote mit der guten Nachricht eintrifft.
Arthur Lee, der von seinen Zeitgenossen manchmal als „amerikanischer Maillol“ bezeichnet wurde, beschäftigte sich zeitlebens mit der Harmonie der Formen und dem Rhythmus der idealisierten Aktfigur. Er unterrichtete an der Art Students League of New York, bis er 1931 seine eigene Zeichenschule eröffnete, und blieb dem klassischen Stil bis zu seinem Tod 1961 in Newtown, Connecticut, treu.
Lee war Mitglied der National Sculpture Society und der National Academy of Design.

## Werk
Arthur Lees Werke zeichnen sich durch idealisierte Darstellungen des menschlichen Körpers aus, wobei er besonderen Wert auf harmonische Formen und rhythmische Kompositionen legte. Seine Skulptur Volupté aus dem Jahr 1915, eine Marmorskulptur mit einer Höhe von 112,4 cm, wurde 2012 bei Christie’s in New York für 92.500 US-Dollar versteigert.